# Сборная Испании по теннису в Кубке Дэвиса
Сборная Испании в Кубке Дэвиса (исп. Equipo de Copa Davis de España) — мужская национальная сборная команда Испании, представляющая эту страну в Кубке Дэвиса, наиболее престижном теннисном соревновании мужских национальных сборных. Шестикратный обладатель (2000, 2004, 2008, 2009, 2011 и 2019) и четырёхкратный финалист Кубка Дэвиса.

## История
Испанская команда впервые приняла участие в розыгрыше Международного Кубка вызова (в будущем получившего название Кубок Дэвиса) в 1921 году, но вплоть до 1936 года (последний год участия в турнире в период до Второй мировой войны особых успехов не добивалась — её лучшим результатом стал финал Европейской зоны в 1923 году, когда испанцы уступили 2:3 французам. Повтора этого результата пришлось ждать почти 40 лет — до 1959 года, когда испанские теннисисты Андрес Химено и Хуан-Мануэль Коудер проиграли в европейском финале итальянской сборной во главе с Николой Пьетранджели.
На качественно новый уровень испанцы вышли в середине 60-х годов, когда в команде играл лучший теннисист мира 1966 года Мануэль Сантана. За год до этого и через год после этого он дважды выводил сборную через европейский отбор и межзональный турнир в раунд вызова, однако там испанцы оба раза с одинаковым счётом 4:1 проигрывали действующим обладателям Кубка Дэвиса — австралийцам. Ещё годом позже испанцы вновь выиграли в Европейской зоне, но в первом круге межзонального турнира уступили сборной США, а в 1970 году оступились уже в межзональном финале, где им противостояла сборная ФРГ. Ещё раз Европейскую зону команда Испании выиграла в 1972 году, но снова потерпела поражение от американцев в первом круге межзонального турнира.
В начале 80-х годов испанская команда выступала менее удачно и даже выбыла в 1982 году из недавно образованной Мировой группы Кубка Дэвиса после поражений от новозеландцев и британцев. Испанцы вернулись в высший дивизион два сезона спустя и оставались там 11 лет подряд, за это время один раз побывав в полуфинале и семь раз поучаствовав в матчах плей-офф за право продолжать выступления в Мировой группе. Седьмой такой матч, в 1995 году с командой Мексики, оказался для них неудачным, и они ещё на год покинули Мировую группу, но уже на следующий год вернулись в неё и с тех пор её не покидали.
Четырёхкратные обладатели Кубка Дэвиса в составе сборной Испании
В 2000 году сборная Испании, где играли Алекс Корретха, Альберт Коста и будущая первая ракетка мира Хуан Карлос Ферреро, завоевала свой первый Кубок Дэвиса. В следующее десятилетие с небольшим испанцы ещё четыре раза завоёвывали этот трофей и дважды проигрывали в финале. В эти годы за них выступали Рафаэль Надаль, Давид Феррер, Фернандо Вердаско и Фелисиано Лопес, по три раза становившиеся обладателями Кубка Дэвиса. В период с 2008 по 2012 год испанцы играли в четырёх финалах из пяти, трижды добившись победы. В дальнейшем, однако, в игре испанцев наступил спад, вызванный регулярным отсутствием сильнейших игроков страны, они два года подряд боролись за выживание в Мировой группе, в 2014 году проиграв эту борьбу бразильцам.
Регулярная смена руководящего состава сборной после титула-2011 привела к тому, что в 2015 году команду впервые в истории возглавила женщина: бывший чиновник национальной федерации Гала Леон Гарсия. Новый успех был достигнут после того, как Кубок Дэвиса в новом формате (все игры Мировой группы за неделю, матчи до двух побед) прошёл в 2019 году в Мадриде: сборная с Рафаэлем Надалем в составе завоевала титул после пяти выигранных матчей подряд.

### Участие в финалах
| Результат | Год  | Место проведения          | Покрытие  | Состав                                               | Соперник в финале                                                 | Счёт |
| --------- | ---- | ------------------------- | --------- | ---------------------------------------------------- | ----------------------------------------------------------------- | ---- |
| Поражение | 1965 | Сидней, Австралия         | Трава     | Х. Л. Арилья, М. Сантана, Х. Хисберт                 | Австралия: Д. Ньюкомб, Т. Роч, Ф. Столл, Р. Эмерсон               | 1:4  |
| Поражение | 1967 | Брисбен, Австралия        | Трава     | М. Орантес, М. Сантана                               | Австралия: Д. Ньюкомб, Т. Роч, Р. Эмерсон                         | 1:4  |
| Победа    | 2000 | Барселона, Испания        | Грунт (i) | Х. М. Балсельс, А. Корретха, А. Коста, Х. К. Ферреро | Австралия: М. Вудфорд, П. Рафтер, С. Столл, Л. Хьюитт             | 3:1  |
| Поражение | 2003 | Мельбурн, Австралия       | Трава     | А. Корретха, Ф. Лопес, К. Мойя, Х. К. Ферреро        | Австралия: У. Артурс, Т. Вудбридж, М. Филиппуссис, Л. Хьюитт      | 1:3  |
| Победа    | 2004 | Севилья, Испания          | Грунт (i) | К. Мойя, Р. Надаль, Т. Робредо, Х. К. Ферреро        | США: Б. Брайан, М. Брайан, Э. Роддик, М. Фиш                      | 3:2  |
| Победа    | 2008 | Мар-дель-Плата, Аргентина | Хард (i)  | Ф. Вердаско, Ф. Лопес, Д. Феррер                     | Аргентина: Х. Акасусо, Х. М. дель Потро, А. Кальери, Д. Налбандян | 3:1  |
| Победа    | 2009 | Барселона, Испания        | Грунт (i) | Ф. Вердаско, Ф. Лопес, Р. Надаль, Д. Феррер          | Чехия: Т. Бердых, Л. Длоуги, Я. Гайек, Р. Штепанек                | 5:0  |
| Победа    | 2011 | Севилья, Испания          | Грунт (i) | Ф. Вердаско, Ф. Лопес, Р. Надаль, Д. Феррер          | Аргентина: Х. М. дель Потро, Х. Монако, Д. Налбандян, Э. Шванк    | 3:1  |
| Поражение | 2012 | Прага, Чехия              | Хард (i)  | Н. Альмагро, М. Гранольерс, М. Лопес, Д. Феррер      | Чехия: Т. Бердых, Р. Штепанек                                     | 2:3  |
| Победа    | 2019 | Мадрид, Испания           | Хард (i)  | Р. Баутиста Агут, Р. Надаль                          | Канада: Ф. Оже-Альяссим, Д. Шаповалов                             | 2:0  |

### Рекорды и статистика

#### Команда
- Сезонов в Кубке Дэвиса — 86 (138—80)
- Сезонов в Мировой группе — 35 (49—30)
- Титулов — 6 (2000, 2004, 2008, 2009, 2011, 2019)
- Самая длинная серия побед — 9 (2008—2010, включая два выигрыша Кубка Дэвиса и победы над сборными Германии — дважды, Перу, США, Аргентины, Сербии, Израиля, Чехии и Швейцарии)
- Самая крупная победа — 5:0 по играм, 15:0 по сетам, 91:20 по геймам ( Испания —  Монако, 1972)
- Самый длинный матч — 14 часов 39 минут ( Испания —  Франция 4:1, 2004)
  - Наибольшее число геймов в матче — 244 ( Испания —  ЮАР 0:5, 1957)
- Самая длинная игра — 4 часа 48 минут ( И. Аллегро / М. Кьюдинелли —  Ф. Вердаско / Ф. Лопес 6-7(5) 7-6(3) 7-6(2) 1-6 10-12, 2007)
  - Наибольшее количество геймов в игре — 83 ( Артур Эш —  Мануэль Сантана 11-13 7-5 6-3 13-15 6-4, 1968)
- Наибольшее количество геймов в сете — 34 ( Ф. Гонсалес / В. Печчи —  С. Касаль / Э. Санчес 2-6 18-16 3-6 12-14, 1987)

#### Игроки
- Наибольшее количество сезонов в сборной — 15 (Фелисиано Лопес)
- Наибольшее количество матчей — 46 (Мануэль Сантана)
- Наибольшее количество игр — 120 (Мануэль Сантана, 92—28)
- Наибольшее количество побед — 92 (Мануэль Сантана, 92—28)
  - В одиночном разряде — 69 (Мануэль Сантана, 69—17)
  - В парном разряде — 23 (Мануэль Сантана, 23—11)
  - В составе одной пары — 15 (Хосе Луис Арилья / Мануэль Сантана, 15—7)
- Самый молодой игрок — 17 лет 248 дней (Рафаэль Надаль, 6 февраля 2004)
- Самый возрастной игрок — 40 лет 163 дня (Мануэль Алонсо, 24 апреля 1936)

## Состав в сезоне 2023 года
- Марсель Гранольерс
- Алехандро Давидович Фокина
- Альберт Рамос Виньолас
- Бернабе Сапата Миральес

Капитан: Давид Феррер

## Недавние матчи

### Групповой этап 2023
| Испания 2 | Pabellon Fuente de San Luis, Валенсия, Испания 17 сентября 2023 Хард(i) | Pabellon Fuente de San Luis, Валенсия, Испания 17 сентября 2023 Хард(i) | Республика Корея 1 |      |          |  |
| \| \| \| \| 1 \| 2 \| 3 \| \| \| - \| \| -------------------------------------------------------------------- \| ---- \| ---- \| -------- \| \| \| 1 \| \| Бернабе Сапата Миральес Хон Сон Чхан \| 6 4 \| 7 5 \| \| \| \| 2 \| \| Алехандро Давидович Фокина Квон Сун Ву \| 6 4 \| 6 4 \| \| \| \| 3 \| \| Марсель Гранольерс / Альберт Рамос Виньолас Нам Джи Сун / Сон Мин Кю \| 7 62 \| 6 78 \| [8] [10] \| \| |                                                                         |                                                                         |                    |      |          |  |
| |                                                                         |                                                                         | 1                  | 2    | 3        |  |
| 1 | Испания · Республика Корея                                              | Бернабе Сапата Миральес Хон Сон Чхан                                    | 6 4                | 7 5  |          |  |
| 2 | Испания · Республика Корея                                              | Алехандро Давидович Фокина Квон Сун Ву                                  | 6 4                | 6 4  |          |  |
| 3 | Испания · Республика Корея                                              | Марсель Гранольерс / Альберт Рамос Виньолас Нам Джи Сун / Сон Мин Кю    | 7 62               | 6 78 | [8] [10] |  |

| Испания 0 | Pabellon Fuente de San Luis, Валенсия, Испания 15 сентября 2023 Хард(i) | Pabellon Fuente de San Luis, Валенсия, Испания 15 сентября 2023 Хард(i)          | Сербия 3 |         |   |  |
| \| \| \| \| 1 \| 2 \| 3 \| \| \| - \| \| -------------------------------------------------------------------------------- \| --- \| ------- \| - \| \| \| 1 \| \| Альберт Рамос Виньолас Ласло Джере \| 4 6 \| 4 6 \| \| \| \| 2 \| \| Алехандро Давидович Фокина Новак Джокович \| 3 6 \| 4 6 \| \| \| \| 3 \| \| Марсель Гранольерс / Алехандро Давидович Фокина Никола Качич / Миомир Кецманович \| 4 6 \| 613 715 \| \| \| |                                                                         |                                                                                  |          |         |   |  |
| |                                                                         |                                                                                  | 1        | 2       | 3 |  |
| 1 | Испания · Сербия                                                        | Альберт Рамос Виньолас Ласло Джере                                               | 4 6      | 4 6     |   |  |
| 2 | Испания · Сербия                                                        | Алехандро Давидович Фокина Новак Джокович                                        | 3 6      | 4 6     |   |  |
| 3 | Испания · Сербия                                                        | Марсель Гранольерс / Алехандро Давидович Фокина Никола Качич / Миомир Кецманович | 4 6      | 613 715 |   |  |

| Испания 0 | Pabellon Fuente de San Luis, Валенсия, Испания 13 сентября 2023 Хард(i) | Pabellon Fuente de San Luis, Валенсия, Испания 13 сентября 2023 Хард(i)     | Чехия 3 |      |     |  |
| \| \| \| \| 1 \| 2 \| 3 \| \| \| - \| \| --------------------------------------------------------------------------- \| ---- \| ---- \| --- \| \| \| 1 \| \| Бернабе Сапата Миральес Томаш Махач \| 4 6 \| 4 6 \| \| \| \| 2 \| \| Алехандро Давидович Фокина Иржи Легечка \| 65 7 \| 5 7 \| \| \| \| 3 \| \| Марсель Гранольерс / Алехандро Давидович Фокина Якуб Меншик / Адам Павласек \| 7 5 \| 6 78 \| 4 6 \| \| |                                                                         |                                                                             |         |      |     |  |
| |                                                                         |                                                                             | 1       | 2    | 3   |  |
| 1 | Испания · Чехия                                                         | Бернабе Сапата Миральес Томаш Махач                                         | 4 6     | 4 6  |     |  |
| 2 | Испания · Чехия                                                         | Алехандро Давидович Фокина Иржи Легечка                                     | 65 7    | 5 7  |     |  |
| 3 | Испания · Чехия                                                         | Марсель Гранольерс / Алехандро Давидович Фокина Якуб Меншик / Адам Павласек | 7 5     | 6 78 | 4 6 |  |